# Westland Whirlwind (винищувач)
Не варто плутати з «Вестленд Вірлвінд» (вертоліт)
«Вестленд Вірлвінд» (англ. Westland Whirlwind) — британський одномісний двомоторний важкий винищувач, що перебував на озброєнні Королівських ВПС Великої Британії за часів Другої світової війни. Винищувач, розроблений компанією Westland Aircraft, був сучасником «Супермарин Спіфайр» та «Харрікейн Гоукер», став першим одномісним двомоторним винищувачем Королівських ПС, озброєним гарматами.
Коли він вперше пролетів у 1938 році, «Вірлвінд» був одним із найшвидших бойових літаків у світі та із чотирма 20-мм автоматичними гарматами «Гіспано-Суіза» HS.404 — найбільш важко озброєним. Втім, через затяжні проблеми з двигунами Rolls-Royce Peggrine, що затримували проєкт, було побудовано лише декілька зразків літака. Під час Другої світової війни «Вірлвінд» перебували на озброєнні лише трьох ескадрилей ПС, однак, незважаючи на доволі успішні досягнення винищувача та штурмовика підтримки, він був знятий з озброєння в 1943 році.

## Історія створення та служби

### Створення
1937 році британське військове авіаційне керівництво видало завдання на розробку одномісного одномоторного винищувача по специфікації F.37/35, що мав діяти вдень та вночі. Також однією з вимог визначалося максимальна швидкість літака 530 км/год на висоті 4 600 метрів, і мати потужне озброєння — щонайменше чотири 20-мм автоматичні гармати. У конкурсі взяло участь фірми Hawker, Supermarine, Bristol, Boulton-Paul, Westland, General Aircraft і Airspeed. Дуже скоро з'ясувалося, що одночасно задовольнити всі вимоги в одному проєкті неможливо і Міністерство авіації пом'якшило вимоги, дозволивши зробити літак двомоторним.
На конкурс були представлені вісім зразків літаків від п'яти компаній. Boulton Paul запропонував P.88A та P.88B (дві споріднені варіації винищувача, що відрізнялися лише двигуном: Hercules radial або Vulture in-line); Bristol — одномоторний Type 153 з гарматами в крилах та двомоторний Type 153A з гарматами в носовій частині планера літака. «Гоукер» запропонував варіант «Харрікейн» — «Супермарин» Type 312 був варіантом Spitfire, та «Супермарин» Type 313 — двомоторний (RR Goshawk або Hispano 12Y) з чотирма гарматами в носі і, опціонна можливо було встановлення двох гармат в носовій частині, що могли стріляти крізь гвинт. Westland виставив прототип P.9, оснащений двома двигунами Rolls-Royce Kestrel K.26, зі здвоєним хвостом.
Найбільш перспективними здавалися проєкти Vickers Type 151, а також Supermarine Type 312 (одномоторний) і 313 (двомоторний). Однак, переможцем конкурсу несподівано став Westland P.9.

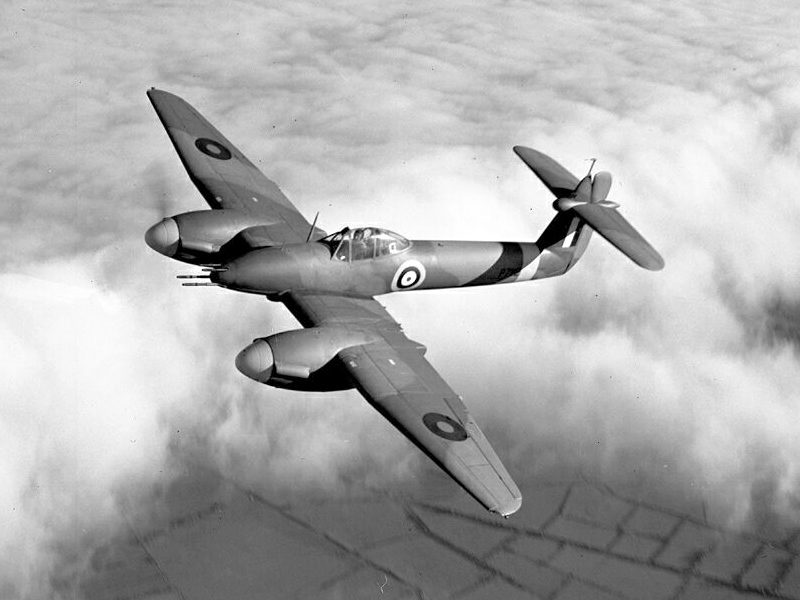
«Вестленд Вірлвінд» на тестових польотах

3 винищувачі «Вірлвінд» в бойовому порядку в небі Англії

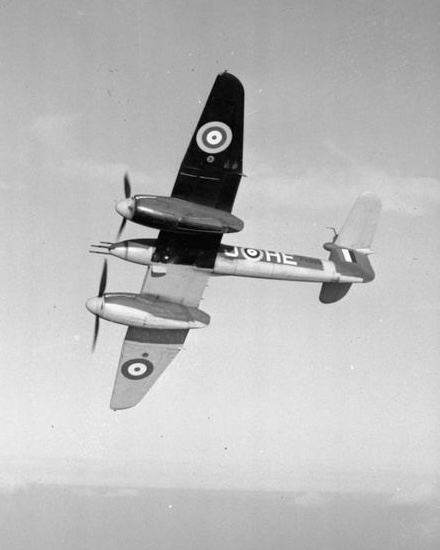
«Вірлвінд» 263-ї ескадрильї в небі над Ексетером

Міністерство авіації Великої Британії за результатами випробувань вирішило, що проєкт фірми Westland найбільш повно відповідає вимогам специфікації і в грудні 1937 року був підписаний контракт на поставку двох прототипів. Після внесення ще низки дрібних доопрацювань проект Westland P.9 увійшов в стадію будівництва дослідних зразків. Перший прототип з номером L6844 був готовий в жовтні 1938 року. 11 жовтня 1938 року після пробіжок літак уперше піднявся в повітря. У міру можливості виявлені недоліки усувалися і в грудні 1938 року літак перегнали до випробувального центру у Фарнборо, де до випробувань підключили військових льотчиків. Від них також був отриманий ряд претензій, проте в цілому приймальна комісія дала позитивну оцінку новому винищувачу.
У січні 1939 року міністерство видало перше замовлення на 200 винищувачів Westland P.9, які отримали до цього часу назву «Вірлвінд» («Вихор»). Поки розгорталося серійне виробництво на випробування надійшов другий прототип з номером L6845. У травні представили перший зразок широкому загалу британської публіки. І тільки у червні 1940 року, тобто через 52 місяці після початку проєктування, і через 17 місяців після початку робіт по серійному виробництву, а не через дев'ять, як обіцяла Міністерству авіації Westland Aircraft, перший серійний «Вірлвінд» Mk.I з номером Р6966, піднявся в повітря.
У січні 1942 року виробництво «Вірлвіндів» завершилося передчасно, а друге замовлення на ще 200 винищувачів відмінили. Загалом було поставлено разом з прототипами та дослідними зразками 116 літаків. Головною проблемою стали недоліки двигунів — «Ролс-Ройс Перегрін» I. Інженери та конструктори Rolls-Royce у цей час були сконцентровані та розвитку та удосконаленні двигунів «Мерлін» та врегулюванні проблем «Валчюра», і часу на з'ясування проблем «Перегріна» в них просто не було. Отже, виходячи з ситуації, що склалася, керівництво «Вестленду» ухвалило рішення припинити подальші роботи з модернізації авіаційних двигунів для «Вірлвіндів», і зосередитися на менш трудомістких і дешевших силових установках для літаків їхнього виробництва.

### Служба
У липні 1940 року перші підрозділи Королівських ПС почали отримувати нові літаки на озброєння. Спочатку їх поставляли до 25-ї ескадрильї, головним завданням якої було відбиття нічних нальотів німецьких бомбардувальників. Однак, незабаром плани змінилися і двомоторні винищувачі передали в розпорядження 263-ї ескадрильї, яка охороняла бази флоту в Шотландії. Склад ескадрильї був змішаним і до середини вересня в неї були 12 «Харрікейнів» і 7 «Вірлівндів». Загальна боєготовність цього формування оцінювалася досить низько через постійні проблеми з двигунами «Peregrin».
Перша втрата «Вірлівнда» була небойовою — при зльоті у першого серійного літака (Р6966) вибухнула покришка. Посадити літак з пошкодженим шасі не було можливості і пілоту довелося залишити його з парашутом. 8 лютого 1941 року був збитий перший винищувач у бойовій обстановці. Патрулюючи узбережжя, два британських винищувачі атакували німецький поплавковий розвідувальний гідролітак Ar-196A і зав'язали з ним бій. Під час сутички один з «Вірлівндів» отримав значні пошкодження і звалився в море, а Ar-196 став першим ворожим літаком на рахунку «Вірлівнда».
Ескадрилья, озброєна «Вірлівндами», використовувала тактику низьких польотів над акваторією Ла-Маншу, переважно проводячи бойові атаки проти наземних цілей та проти морського транспорту. 6 серпня 1941 року чотири британські винищувачі були перехоплені великою групою німецьких винищувачів Messerschmitt Bf 109, які атакували британців у лоба, але бій завершився втратою трьох німців, жоден з «Вірлівндів» не постраждав. У вересні 1941 року була сформована ще одна ескадрилья на «Вірлівндах» — 137-ма, яка спеціалізувалася на атаках на залізничні цілі. Влітку 1942 року обидві ескадрильї були обладнані тримачами для двох бомб на 110 або 230 кг і отримали прізвисько «Вірлібомбер». Вони здійснювали авіаційні нальоти на локомотиви, мости, судноплавство та інші цілі на території окупованої Європи.
12 лютого 1942 року 137-ма ескадрилья, оснащена важкими винищувачами, зазнала найгірших втрат. Під час прориву через канал Ла-Манш, літаки відправили для супроводу п'яти британських есмінців, не знаючи про спробу зухвалого прориву німецьких лінкорів «Шарнгорст» та «Гнейзенау» і важкого крейсера «Принц Ойген» з французького Бреста до німецьких берегів. О 13:10 чотири «Вірлівнди» злетіли з аеродрому і незабаром побачили через хмари військові кораблі, що рушили приблизно в 20 милях (32 км) від бельгійського узбережжя. Вони спустилися з'ясувати, чиї то були кораблі, і негайно були атаковані близько 20 Bf 109 JG 2, що прикривали прорив німецьких лінкорів. Зав'язався повітряний бій, де британці значно поступалися німецьким винищувачам за чисельністю. Командування послало на посилення ще чотири «Вірлівнди». Результатом затятого бою стала втрата чотирьох з восьми важких винищувачів 137-ї ескадрильї.
21 червня 1943 року відбувся останній бойовий виліт «Вірлівндів» 137-ї ескадрильї, коли п'ять літаків провели атаку німецького аеродрому на Пуа. 263-тя ескадрилья здійснила останній виліт 29 листопада 1943 року, після чого була переозброєна на винищувачі-бомбардувальники «Тайфун». 1 січня 1944 року «Вестленд Вірлвінд» був оголошений застарілим та знятий з озброєння. Один «Вірлівнд» пережив війну і використовувався як цивільний літак в 1946-47 роках, але в 1948 був розібраний.

## Тактико-технічні характеристики
Дані з Consice Guide to British Aircraft of World War II

### Технічні характеристики
- Екіпаж: 1 особа
- Довжина: 9,98 м
- Висота: 3,53 м
- Розмах крил: 13,72 м
- Площа крил: 23,23 м²
- Маса порожнього: 3769 кг
- Максимальна злітна маса: 5166 кг
- Двигуни: 2 × Rolls-Royce Peregrine I
- Потужність: 2 × 885 к.с. к. с. (660 кВт)

### Льотні характеристики
- Максимальна швидкість: 580 км/год (на висоті 4570 м.)
- Практична стеля: 9145 м.

### Озброєння
- Стрілецьке:
  - 4 × 20-мм курсові гармати в носі
- Бомбове:
  - до 454 кг бомб

## Однотипні літаки
- Focke-Wulf Fw 187
- Fokker D.XXIII
- Fokker G.I
- Gloster F.9/37
- IMAM Ro.57
- Potez 630
- Grumman XP-50
- Grumman XF5F Skyrocket
- Lockheed P-38 Lightning
- МіГ-5
- Та-1
- Kawasaki Ki-45